# アイスキューブ・ニュートリノ観測所
アイスキューブ・ニュートリノ観測所（アイスキューブ・ニュートリノかんそくじょ、The IceCube Neutrino Observatory）は、南極のアムンゼン・スコット基地の地下に設置されたニュートリノ観測所。同じ場所にアイスキューブの前身であり技術的な実証となったAMANDAがあったが、既に稼動を停止している。

## 概要

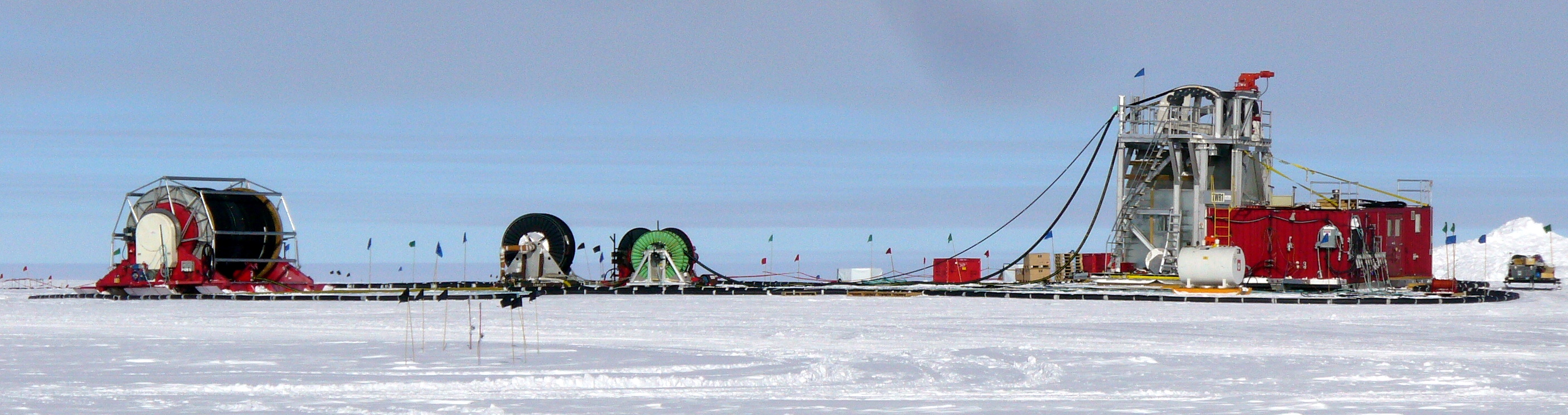
建設中のアイスキューブ。掘削用のタワーとホースのリールが見える。（2009年12月）

南極の厚い氷の中にDOM(Digital Optical Module)と呼ばれる球体の光センサーモジュールを約5000個並べてある。1つのDOMは耐圧球の中に浜松ホトニクス製の光電子増倍管、地表の施設にデジタルデータを送るためのデータ収集回路、電源、磁気シールドが内蔵されている。
完成は2010年12月18日（ニュージーランド時間）。熱水ドリルで南極の氷に深さ2450mの垂直の穴(string)を86本掘削し、それぞれのstringの深さ1450mから2450mの間に60個のDOMが縦に並べられている。86本全てのstringを合わせてarrayと呼び、合わせて86x60=5160個のDOMが氷の奥深くに埋め込まれていることになる。これらのセンサーは深さ方向に1km、上から見て1km2の正六角形の領域に分布しており、全体として1km3もの体積を持つ巨大な検出器を構成している。
なお、上記とは別に地表付近（氷の表面から深さ50mまで）に設置された80の施設にもそれぞれ2つのチェレンコフ光検出用タンクがある。各タンクには2つの光センサーがあるため合計で80x2x2=320個の光センサーがある。これらはIceTopと呼ばれ、アイスキューブの施設の一部となる。
アイスキューブは、TeV領域の高エネルギー宇宙ニュートリノの観測を目的としている（日本のスーパーカミオカンデはGeV領域の観測に留まる）。2011年時点、世界最大のニュートリノ観測施設である。
2018年には科学雑誌『サイエンス』により、銀河系外からのニュートリノを特定したことが、2018年の大発見の一つに選ばれた。

## 工事の経過

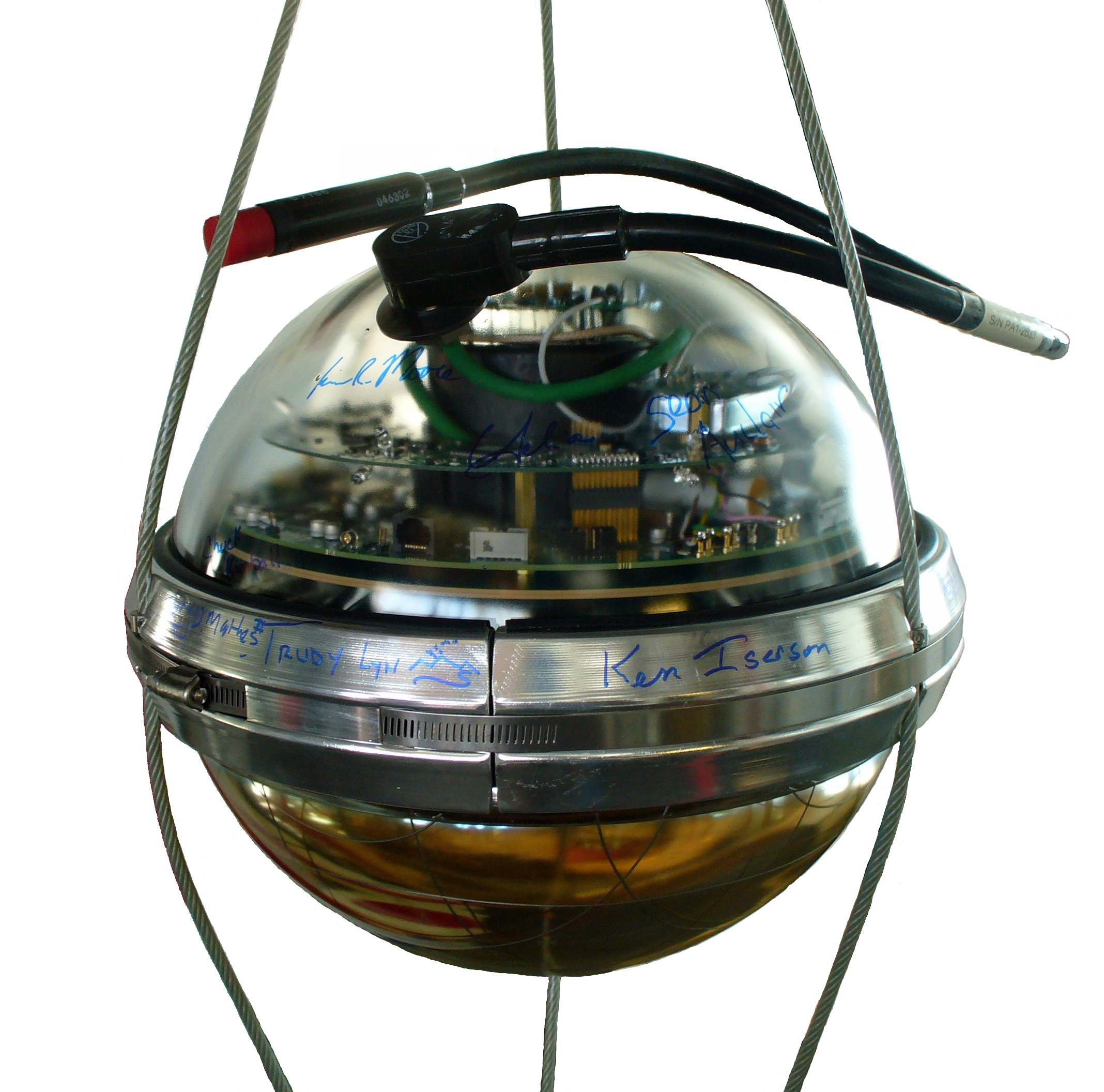
"Taklampa" と呼ばれるDOMのひとつ（85番string）。

アイスキューブのプロジェクト本部は米国ウィスコンシン大学マディソン校にあり、発案者である同校教授のフランシス・ハルツェンが立ち上げ当初から最高責任者を務めているが、資金や技術は全世界の大学・研究施設から提供されている。
アイスキューブの建設作業は南極の夏にあたる11月から2月までであり、その期間は白夜によって24時間の作業が可能であった。工事開始は2005年。最初にまず1本目のstringが掘られ、光センサーが正常に作動することが確認された。2005-2006年シーズンの工事で8本のstringが追加され、この時点で世界最大のニュートリノ観測所となった。
| シーズン  | 建設されたstring | 合計のstring |
| --------- | ---------------- | ------------ |
| 2005      | 1                | 1            |
| 2005-2006 | 8                | 9            |
| 2006-2007 | 13               | 22           |
| 2007-2008 | 18               | 40           |
| 2008-2009 | 19               | 59           |
| 2009-2010 | 20               | 79           |
| 2010-2011 | 7                | 86           |

そして2010年12月17日、工事は終了した。

## センサーの種類
アイスキューブはメインとなるセンサーの他に、いくつかの種類のセンサーで構成されている。
- 各stringの真上（氷の表面付近）にもチェレンコフ光検出施設があり、IceTopと呼ばれる。アイスキューブは北極側から地球を通り抜けてきたニュートリノが変化してできたミュー粒子を検出することが主な目的であるため、南極上空から降ってくるミュー粒子は雑音となる。IceTopは南極上空から降ってくる空気シャワー（宇宙線が大気に衝突して発生する粒子群、ミュー粒子を含んでいる）を地表で検出するためにあり、深部にあるメインのセンサー群と同時計測（コインシデンス計測）を行うことで不要なミュー粒子を計測から除外することができる。
- 86本のstring群の中でも中央の6本は"Deep Core strings"と呼ばれ、100Gev未満の低エネルギーの検出能力を持つ検出器である。"Deep Core strings"のDOMは、氷の透明度の最も高い深さ1760-1850mおよび2107-2450mの間のみに設置されている。

## 実験の詳細
ニュートリノとはレプトンの一種で、その中でも電荷を持たない3つの素粒子（電子ニュートリノ、ミューニュートリノ、タウニュートリノ）を指す。電荷を持たないため他の物質とほとんど相互作用（衝突）をせず、検出器で直接検出することもできない。しかし、非常に低い確率で氷の中の水分子に衝突し、それぞれに対応した電荷を持つレプトン（電子、ミュー粒子、タウ粒子）が生成される。これらの粒子の速度が氷の中での光速よりも速ければチェレンコフ光（円錐状に広がる光）が発生し、光電子増倍管で検出することができる。
これらの検出結果は常にDOM内部の回路でデジタル化され、ケーブルを通って氷表面の施設に集められる。データの一部はさらなる解析のために衛星回線で研究機関へ送られる。また、全データはテープに保存され、年に1回、船で研究機関に送られる。研究者はそのデータを元にニュートリノの運動を空間再構成する。
高エネルギーのニュートリノは検出器にその起源を示す大きな信号を残し、ニュートリノの来た方向も分かる。アイスキューブは1011eVから1021eVまでの高エネルギーのニュートリノを高感度で検出し、完成後は20分に1回の割合でニュートリノが検出できると見積もられている。
上記の荷電粒子の中でアイスキューブのセンサーが最も高感度に検出するのは、透過力が強くアイスキューブのセンサーを長距離に渡って横切るミュー粒子である。したがって、アイスキューブはミューニュートリノを最も高感度に検出する。一方、電子は減速してチェレンコフ光を発生しなくなるまでの間、何度か散乱するため電子ニュートリノの来た方向を得ることはできないことを意味する。もちろん、そのデータは研究に生かされる。電子によるチェレンコフ光は球状や滝状といった塊で観察されるのに対し、ミュー粒子によるチェレンコフ光はリング状になる。
タウ粒子は崩壊までの寿命が短いため検出されにくい上、発生するチェレンコフ光も電子と同様に滝状になるが、タウ粒子特有の"double bang"によって理論上は区別することができる。これはタウ粒子の生成と崩壊が続けて起こり、それぞれがハドロンの「シャワー」を発生させることによる。ただし、これはタウ粒子のエネルギーが十分に高い（速度が速い）ときに限られる。DOM同士は上下に17m間隔で設置されているため、"double bang"として検出されるためには1回目の"bang"から2回目の"bang"まで17m程度は飛行しなければならない。タウ粒子の寿命はわずか2.9x10-13秒であるため、必要なタウ粒子のエネルギーは数PeVから数十PeVが必要である。現時点ではこの"double bang"は検出されていない。
また、ミュー粒子のバックグラウンド（雑音）の除去も重要である。施設の主な検出目標である天体からのニュートリノによって生成されたミュー粒子のほかに、宇宙線が大気に衝突して発生したミュー粒子が雑音となって検出される。後者は前者の106倍に及ぶ。まず上空から下向きに落ちてきたものを雑音とみなして除去するが、それでも残り（地球を通過して上向きに上がってきたもの）のほとんどが、地球の反対側（北極側）に降った宇宙線が地球に衝突して発生させたニュートリノから来るもの（＝雑音）である。最終的には粒子のエネルギー等を解析して目的とする天体由来の信号を見つけ出す。
完成後は1日当たり75個前後の上向きのニュートリノを検出すると見積もられている。これらの中から雑音を統計的に区別するため、ニュートリノの来た方角と、ニュートリノによって発生した荷電粒子のエネルギーとの相関を調べる。非常な高エネルギーであったり、来た方角に対してエネルギーが高い場合、それは天体由来のものであると考えるのである。

## 実験の目的

### 高エネルギーニュートリノの発生源
ニュートリノの発生源を調べることは、高エネルギーの粒子の起源の謎を解明することに繋がることが期待される。
高エネルギーの宇宙線は銀河系に束縛されることがない（粒子の速度が銀河系の脱出速度よりも大きい）ので、銀河系外からやってきたものであると考えられている。そのような高エネルギーの宇宙線を生成するような激しい天体現象であれば、高エネルギーのニュートリノも同時に生成されるであろう。そして、ニュートリノは地球に届くまでほとんど他の物質と相互作用せずに直接飛んでくる。
アイスキューブはこれらの高エネルギー（100GeVから数PeVまで）のニュートリノを検出できる。その天体現象が激しければ激しいほど、アイスキューブで検出できる見込みが高い。その意味では、アイスキューブはスーパーカミオカンデよりもピエール・オージェ観測所（世界最大の宇宙線観測所）に近い。アイスキューブは北半球方向からやってくるニュートリノを高感度で観測できる。検出自体はどの方向からのものでも可能であるが、南半球からのニュートリノは宇宙線由来のミュー粒子によるバックグラウンドによってかき消されてしまう。アイスキューブの探索はまず北半球に的を絞り、南半球への拡大は臨時の作業として行われる。
アイスキューブで検出されるニュートリノは望遠鏡で捕らえられる光に比べたらほんのわずかなものではあるが、高い解像度を持っている。数年後には宇宙マイクロ波背景放射やガンマ線望遠鏡にも似た北半球方向の宇宙の地図を作成するかも知れない。また、KM3NeT（地中海の水深2500-4500mに設置される予定のニュートリノ観測所）が南半球の地図を作成しているかも知れない。なお、アイスキューブでは2006年1月29日に最初のニュートリノを観測している。

### ニュートリノと同時計測されるガンマ線バースト
通常、陽子同士の衝突や陽子と光子との衝突ではパイ中間子が発生する。荷電パイ中間子はミュー粒子とミューニュートリノに崩壊し、中性パイ中間子は2つの光子（ガンマ線）に崩壊する。ガンマ線バーストや超新星爆発の残骸などからは、ニュートリノとガンマ線が同時に発射されているかも知れない。
この目的のため、アイスキューブからのデータはヘス望遠鏡やMAGIC望遠鏡などのガンマ線観測所と連携している。2007年から2008年にかけて22本のstringを使用して計測が行われたが、41回のガンマ線バーストと同期したニュートリノは観測されなかった。しかし、これによりガンマ線に対するニュートリノの強度の上限値が分かった。

### 暗黒物質の間接探査
暗黒物質(WIMP - weakly interacting massive particles)は太陽の重力に引き寄せられ、太陽の核に集まる。そしてその質量が臨界に達すると自身で崩壊を始め、その崩壊による生成物はニュートリノに崩壊する。そして膨大なニュートリノが太陽の方向から観測されると予想される。
このように暗黒物質の崩壊による生成物を観測する手法を間接探査と呼ばれ、検出器の中の物質と暗黒物質との相互作用によって観測する直接探査とは対照的な手法である。
この間接探査は、スピン依存型の相互作用をする暗黒物質（の候補）を、直接探査よりも高い感度で検知できる。太陽は、（直接検出用の）検出器内の物質（キセノンやゲルマニウム）よりも軽い元素でできているからである。アイスキューブではおよそ全体の1/4にあたる22本のストリングを用い、AMANDAよりも高い感度を実現した。

### ニュートリノ振動
アイスキューブは地球の反対側で発生し、地球を突き抜けてきた大気ニュートリノ（空気シャワー由来のニュートリノ）を観測できる。高感度に検出できるのは"Deep Core strings"で観測できる25GeVまでである。ニュートリノ振動にはθ12、θ23、θ13の3つの振動角があるが、そのうちアイスキューブで測定できるのはθ23である。実験の精度を高めることでニュートリノの質量階層構造（3種のニュートリノの質量の順番）が明らかになるかも知れない。階層構造の決定には2011年時点で唯一測定されていないθ13の測定が必要であり、そのためにはθ13が十分に大きい必要がある。

### 銀河系内超新星
超新星爆発によるニュートリノのエネルギーはアイスキューブの検出限界以下であるという予想に反して、アイスキューブでは比較的近い距離にある超新星爆発を観測できた。それは測定器全体で短時間の間にノイズが上昇したことで明らかになった。それは逆2乗の法則に従ってエネルギーが拡散するよりも前に届くような、銀河系内の比較的近い距離のものであったと考えられる。アイスキューブはSNEWS（Supernova Early Warning System、超新星早期警報システム） の一員となっている。

### 超弦理論
超弦理論で予言されている余剰次元（5次元以上の次元）の存在についての最初の強力な実験証拠を得ることができるかも知れない。超弦理論を含め、素粒子物理学の標準理論を拡張する多くの理論が存在するが、それらの多くがステライルニュートリノの存在を予言している。これは超弦理論では閉じたひもで表される。
これはいったん余剰次元に漏れ出ててからまた戻ってくる際、光速よりも速く移動したように見える。近い将来、これを実験で確かめることが可能になるかも知れない。
また、超弦理論の中には高エネルギーのニュートリノがマイクロブラックホールを生成できるとするものもあり、そうであれば膨大なニュートリノがそこから放出されるはずである。そして、下向きの（南極上空からの）ニュートリノが増加し、上向きの（地中からの）ニュートリノが減少すると予想される。
現時点ではタキオン、ステライルニュートリノ、余剰次元、マイクロブラックホールについてアイスキューブと共同で研究を行う機関は存在しない。

## 成果
- アイスキューブは共同研究機関とともにニュートリノ発生源[21]、ガンマ線バースト[22]、暗黒物質と陽子の衝突による太陽内部でのニュートラリーノの崩壊[23]、それぞれのニュートリノのエネルギーの上限値を発表した。

- 宇宙線に含まれる陽子が月に妨げられ（陰影効果）、月の方向からのミュー粒子が減少していることを確かめた[24][25][26]。

- 宇宙線ミュー粒子に1%未満と小さいながらも異方性（方向によるゆらぎ）があることを観測した[27]。ミラグロ・ガンマ線観測所でも似た効果が観測されている。